# Tituba

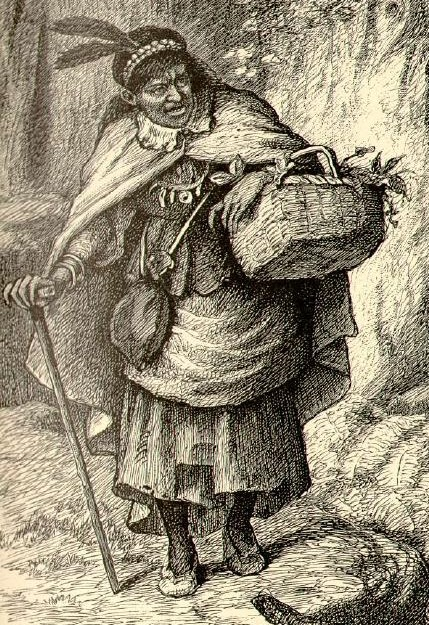
Tituba

Tituba (Tocancipá, prima del 1680 - aprile 1693) era una schiava caraibica del ministro di culto Samuel Parris di Salem, che l'aveva acquistata come domestica insieme al marito John Indians, quando aveva ereditato dal padre una piantagione di canna da zucchero in Barbados.

## La caccia alle streghe di Salem
Tituba fu in ordine di tempo la terza persona a essere accusata di stregoneria da Betty Parris e Abigail Williams, rispettivamente figlia e nipote del reverendo Parris, durante i processi alle streghe di Salem nel 1692, ma la prima a confessare la propria colpevolezza. Tituba in un primo momento negò di praticare la stregoneria, ma poi, picchiata da Parris, fu costretta a confessare di aver parlato con il diavolo.
Nelle confessioni a lei estorte, Tituba non solo coinvolse altri abitanti di Salem, ma parlò anche di cani neri, di maiali, di un uccello giallo, di ratti rossi e neri, di gatti e di un lupo, e di voli verso diversi luoghi a cavallo di bastoni. Tituba accusò un'altra donna del villaggio, Sarah Osborne, il cui nome era già stato fatto da Betty Parris e Abigail Williams, di possedere una creatura con testa di donna, due gambe e le ali. Nelle sue confessioni Tituba mescolò credenze e superstizioni sulla stregoneria di origine europea e caraibica, suscitando involontariamente il caos tra gli abitanti di Salem e insinuando che Satana era presente tra loro.
Nonostante avesse confessato un delitto capitale, fosse una schiava e avesse contribuito alla detenzione e alla condanna di altri, Tituba non fu processata, né condannata, né giustiziata. Rilasciata dal carcere, se ne persero le tracce. La sua sopravvivenza è una delle tante peculiarità e anomalie dei processi per stregoneria a Salem, dato che nel New England le streghe ree confesse erano di solito impiccate, sorte che toccò ad altre imputate, secondo l'insegnamento della Bibbia: «Non lascerai vivere colei che pratica la magia» (Esodo 22:17).
William H. Cooke nel suo libro Giustizia a Salem contesta il credito che fu dato alle accuse di Tituba. Le accuse rivolte contro altri da parte di streghe non erano ammesse in giudizio, perché erano considerate prove del diavolo. Il cambiamento pericoloso e ingiustificato di questa prassi contribuì ad alimentare la caccia alle streghe di Salem. Cooke attribuisce agli abitanti di Salem la responsabilità di non aver subito respinto le parole di Tituba, di non averla condannata a morte e di aver strumentalizzato le sue accuse per regolare vecchi conti.

## Dibattito storico
In tutti i documenti dei processi alle streghe di Salem Tituba è menzionata come donna "indiana" (nativa americana) e il dato non fu inizialmente contestato.
Le origini del dibattito sulle radici etniche di Tituba possono essere ricondotte all'opera Salem Witchcraft di Charles Upham, pubblicata nel 1867. Upham scrisse che Tituba e suo marito, John Indian, provenivano dai Caraibi. Dato che agli schiavi delle colonie spagnole era consentito avere relazioni interrazziali, si riteneva che Tituba fosse una meticcia. L'ipotesi risente della mentalità statunitense e soprattutto confederata dell'epoca: i neri erano ritenuti esseri inferiori e spesso erano accusati di usi riprovevoli, e per Tituba si ipotizzò un'ascendenza africana.
Un anno dopo, Henry Wadsworth Longfellow offrì un ulteriore contributo con l'opera Giles Corey of the Salem Farms. Sostenne che Tituba fosse «la figlia di un uomo nero e feroce [...] Era un uomo Obi che insegnò alla figlia le arti magiche. Obeah (a volte Obi) è un termine utilizzato per indicare le pratiche magiche africane e afro-americane.»
In genere gli studiosi sin dalla metà del XIX secolo concordano sul fatto che Tituba abbia insegnato e praticato il vudù con le ragazze di Salem. Il vudù è un rito religioso dell'Africa occidentale, praticato nei Caraibi durante il XVII secolo. Se Tituba effettivamente fosse stata originaria di quell'area, avrebbe potuto aver appreso qualche forma di vudù da altri schiavi. Tuttavia questa circostanza non implica necessariamente che Tituba fosse nera, né vi è traccia nei documenti processuali di Salem di pratiche vudù attribuite a Tituba: nella sua confessione, Tituba ammette pratiche di stregoneria di origine europea, come la firma sul libro del diavolo.
Nel sostenere le origini africane di Tituba, Veta Smith Tucker afferma che la società puritana «non percepiva negli africani e negli indiani delle caratteristiche razziali completamente contrastanti» e spesso li accomunava:
Smith Tucker spiega così perché nei documenti del XVII secolo Tituba venga classificata come un'indiana. Tuttavia in altri passi di quegli stessi documenti sembra sussistere una distinzione tra indiani e africani, come nel caso di Mary Black, un'altra delle accusate di stregoneria a Salem: «il signor Samuel Parris voleva prendere nota dell'interrogatorio di Mary Black, una donna nera...».
In Tituba, Reluctant Witch of Salem, Elaine G. Breslaw scrive: 
Breslaw ritiene che Tituba fosse un'Arawak nativa della Guiana, che fu rapita e portata nelle Barbados, oppure che la sua tribù vi emigrò dal Sud America.
Delle origini etniche di Tituba Chadwick Hansen ne fa un tema di analisi storiografica: 
A complicare ulteriormente il dibattito vi è lo stesso nome Tituba. Secondo Smith Tucker, Tituba è una parola della lingua yoruba, parlata da un gruppo etnico predominante nella Nigeria. Smith Tucker sottolinea che titi in lingua yoruba significa "senza fine". Inoltre la parola Tituba in quella stessa lingua è un verbo che significa "espiare".
Comunque, nella lingua spagnola, la parola titubear significa "balbettare". Se Tituba fosse stata originaria dei Caraibi o nativa della regione sudamericana che si affaccia sui Caraibi, come sostiene Elaine G. Breslaw, avrebbe potuto avere un nome spagnolo. Inoltre, nel XVI secolo gli spagnoli chiamavano Tibetibe una tribù india che viveva lungo il fiume Orinoco. Gli antropologi hanno individuato un gruppo di Arawak lungo il fiume Amacura con il nome di Tetebetana. Il nome Tituba potrebbe essere scaturito da una delle suddette fonti.

## Riferimenti nella cultura di massa
- Nel dramma teatrale Il crogiuolo, debuttato al Martin Beck Theatre di Broadway il 22 gennaio 1953, Tituba è uno dei personaggi. In Italia, Luchino Visconti fece una prima rappresentazione del dramma in lingua italiana, il 15 novembre 1955, al teatro Quirino di Roma. Dal dramma fu tratto il film del 1996 La seduzione del male, diretto da Nicholas Hytner.
- Nicole Pasternak produsse nel 2018 il brano musicale dal titolo Tell us Tituba.